# The Metal Opera Part II
The Metal Opera Pt. II es el segundo álbum del proyecto de Tobias Sammet, Avantasia. Es un álbum conceptual y ópera metal. Las canciones continúan la historia comenzada en The Metal Opera, con los mismos personajes. Así como en otros álbumes de Power Metal, las composiciones dibujan influencias estéticas y líricas de la literatura fantástica tales como las series de El Señor de Los Anillos y Red Sonja.

## Temas
1. "The Seven Angels" – 14:18
2. "No Return" – 4:29
3. "The Looking Glass" – 4:53
4. "In Quest For" – 3:54
5. "The Final Sacrifice" – 5:02
6. "Neverland" – 5:00
7. "Anywhere" – 5:29
8. "Chalice of Agony" – 6:00
9. "Memory" – 5:43
10. "Into the Unknown" – 4:29

## Componentes
- Músicos
  - Guitarra
    - Kai Hansen (Gamma Ray, Unisonic)
    - Jens Ludwig (Edguy)
    - Norman Meiritz
    - Timo Tolkki (ex-Stratovarius, ex-Revolution Renaissance, Symfonia)

  - Bajo
    - Markus Grosskopf (Helloween)

  - Batería
    - Alex Holzwarth (Rhapsody of Fire)
    - Eric Singer (Kiss, ex-Black Sabbath, Alice Cooper)

  - Teclado
    - Tobias Sammet (Edguy)

  - Piano
    - Frank Tischer
- Cantantes
  - Gabriel Laymann - Tobias Sammet (Edguy)
  - Lugaid Vandroiy - Michael Kiske (Unisonic, ex-Helloween)
  - Bruder Jakob - David DeFeis (Virgin Steele)
  - Alguacil Falk von Kronberg - Ralf Zdiarstek
  - Anna Held - Sharon den Adel (Within Temptation)
  - Obispo Johann von Bicken - Rob Rock (ex Axel Rudi Pell, ex Angélica, ex Warrior, Driver, Impellitteri)
  - Papa Clemente VIII - Oliver Hartmann (ex-At Vance)
  - Elderane el Elfo - André Matos (Symfonia ex-Shaaman, ex-Angra)
  - Regrin el enano - Kai Hansen (Gamma Ray, Unisonic)
  - Voz misteriosa de la Torre - Timo Tolkki (Symfonia, ex-Stratovarius, ex-Revolution Renaissance)
  - Árbol del conocimiento - Bob Catley (Magnum)

- Datos: Q2706850